# 艾氏鏢吻鱈
艾氏鏢吻鱈，為輻鰭魚綱鱈形目鼠尾鱈科的其中一種。分布於中西太平洋斐濟群島海域，屬深海底棲魚類，棲息深度在600-690公尺，體長可達16公分，生活習性不明。